# Luis Quiñones Cervantes
Luis Quiñones Cervantes (Madrid, 15 de enero de 1977) es un escritor y profesor de Lengua y Literatura, novelista y articulista español para diversos medios.

## Reseña biográfica

### Nacimiento, infancia y formación académica
Nació en el seno de una familia trabajadora, siendo el menor de tres hermanos. Comenzó sus estudios en diversos colegios y cursó el bachillerato en el IES Palomeras-Vallecas, centro de estudios donde ejerció después como docente durante diez años y que lo vinculó estrechamente con el barrio de Vallecas de Madrid. En 1996 inició su formación como filólogo en la Universidad Autónoma de Madrid, obteniendo el título de Filología Española en el año 2000, especializándose en historia de la literatura. Ese mismo año inició sus estudios de doctorado.

### Comienzos en la escritura
Durante su periodo universitario se inclinó no solo por el estudio de la literatura española sino también por la escritura de poesía, que difundió a través de distintas publicaciones periódicas y medios digitales, participando en recitales y eventos de distinto tipo junto con sus compañeros de estudios, acudiendo a seminarios y cursos, en los cuales también participó ocasionalmente como ponente. En esa época comenzó a trabajar como editor de contenidos digitales en Canal Satélite Digital, previo paso por el diario El Mundo, como corrector de estilo, y continuó su formación académica realizando cursos de carácter pedagógico en la Universidad Complutense, hasta el año 2002; por esas fechas interrumpió sus estudios de doctorado para dedicarse por entero a la docencia y la escritura, y comenzó una serie de viajes frecuentes a Gijón y a otras partes de Asturias, llegando a residir temporalmente en la ciudad de Oviedo.

### Docencia y literatura
Su labor docente la inició en 2002, pero no será hasta 2004 cuando obtenga su plaza como funcionario de carrera, año en que se incorporó a su antiguo centro de enseñanza secundaria, esta vez como profesor titular, trabajo que compaginó con la literatura, comenzando a escribir en 2006 su blog, Autobiografía por escribir. Fue en 2008 cuando se publicó su primera novela, El retrato de Sophie Hoffman (editorial Toro Mítico). Ese mismo año colaboró con la revista universitaria Cuarto Creciente, donde aparecieron algunos poemas suyos. Y no llegó hasta el año 2012 la que sería su segunda novela, Los papeles de Madrid, publicada por la editorial sevillana Guadalturia. La segunda edición de esta llegó en 2014, participando en el acto público de su presentación en Madrid la escritora Inma Chacón. Un año después, vio la luz su tercera novela, Un hombre detrás de la lluvia (Algón Editores). En el año 2015, se trasladó como profesor a la localidad de Rivas-Vaciamadrid (Madrid), al IES Europa, donde actualmente ejerce su magisterio.

## Temas y estilo
Las cuatro novelas que ha publicado hasta el momento tienen elementos comunes que trazan lo que podría considerarse un particular estilo en que se mezclan los géneros literarios (novelas histórica, policíaca y el ensayo, principalmente) y donde las construcciones de las novelas arrancan de momentos climáticos a los que se desemboca tras encajar las secuencias narrativas alteradas en su orden cronológico, a veces incluyendo distintas voces que narran los acontecimientos desde puntos de vista simultáneos. Desde su primera obra, el autor ha sido enmarcado dentro una tendencia de "narrativa culturalista aliada al género del thriller". Así mismo, destaca la inclusión en sus novelas de momentos líricos "de gran intensidad poética", donde la creación de ambientes y las descripciones van hilvanándose con un discurrir pausado del argumento, que suele mezclar acontecimientos históricos reales con la ficción verosímil, que "deambula entre el objetivismo y la imaginación". Su primera novela elabora la biografía ficticia de un poeta de la generación del 27, que desde el exilio orquesta un atentado contra el "usurpador", trasunto del dictador Francisco Franco. Historia y ficción se van mezclando en sus libros en un elaborado proceso de documentación y recreación, resultado de la "mixtura de géneros", como también ocurre con Los papeles de Madrid. La complejidad de esta novela radica en la superposición de diferentes planos narrativos que el lector ha de ir ordenando para dar coherencia a la historia, en la que un doble agente suizo llega a España con el fin de obtener información sobre la represión republicana en la retaguardia. Abordando asuntos espinosos, como el quintacolumnismo o acontecimientos como los trágicos de la guerra civil española en Paracuellos de Jarama, o la memoria histórica, el libro se construye como una ficción histórica y política, tal y como llega a afirmar su propio autor, deudora de la novela negra y alejada de las modernas simplificaciones al uso, aportando con sus descripciones tanto un paisaje exterior como interior de sus protagonistas, contradictorios y cercanos al nihilismo.
Su tercera novela, Un hombre detrás de la lluvia, sigue en la línea de las anteriores, con la salvedad de que el Luis Quiñones autor es también un personaje de la narración. El relato es también una reflexión sobre los mecanismos que subyacen en la creación de una novela, haciendo de la metaliteratura un elemento más que habrá que sumar a los anteriores como otra clave de la narrativa del escritor madrileño.
Su cuarta novela, Crónica del último invierno, tiene como trasfondo histórico la Transición española, utilizando los escenarios de los barrios del extrarradio de Madrid, y en ella vuelve a mezclar voces y estilo, el recuerdo y la crónica periodística que va desgranando los principales acontecimientos de la historia reciente, desde el año 1977, año en que desaparece el protagonista, coincidiendo con la matanza de los abogados laboralistas de Atocha. En la presentación de la novela participó la política y jurista Cristina Almeida, abordando el problema de los denominados olvidados de la Transición. En noviembre de 2019 se hace público que esta novela queda finalista en el Premio de la Crítica de Madrid, mención que concede la Asociación de Críticos y Escritores de Madrid a los mejores libros publicados durante el año 2018. 

## Otras obras
Además de sus obras narrativas cuenta con un extenso corpus de textos. Junto con los artículos que publica periódicamente en una revista digital de carácter cultural de la que es coeditor, abordando aspectos de educación, política o literatura, su trabajo en su blog de internet adquiere una nueva dimensión, al margen de su obra de ficción. A partir del modelo tradicional de artículo de opinión, sus post en Autobiografía por Escribir mezclan el recuerdo, contienen elementos poéticos y reaccionan críticamente, inclinándose por determinados postulados, casi siempre asociados a la conciencia cívica y crítica, a la memoria como un ejercicio individual pero también colectivo y al enjuiciamiento de actitudes políticas censurables, como respuesta al ejercicio del poder. A trazos, también aparecen como temas secundarios en sus novelas estos asuntos, pero la brevedad y un lenguaje literario rico y agudo, centran el interés de sus artículos en temas de actualidad y de índole personal o autobiográfica.
Por otra parte, Luis Quiñones practica el artículo breve en su propia web, a modo de diario personal. Asuntos de mayor actualidad o urgencia son analizados o comentados, en textos que no suelen superar las diez líneas. 
Su última obra publicada es precisamente un ensayo titulado La oveja negra que devoró el manual del literatura, que es un breve manual de literatura en el que a partir de cinco lecciones el autor reflexiona sobre la docencia, la imaginación y la validez de los clásicos para explicar el presente y prevenirnos de los males del futuro.  

## Obras
- El retrato de Sophie Hoffman, Ed. Toro Mítico, Córdoba, 2008.[1]
- Los papeles de Madrid, Ed. Guadalturia, Sevilla, 2013
- Los papeles de Madrid, 2ª ed, Ed. Guadalturia, Sevilla, 2014
- Un hombre detrás de la lluvia, Ed. Algón Editores, Granada, 2015.[15][16]
- Crónica del último invierno, Ed. Bohodón Ediciones, Madrid, 2018[17]
- La oveja negra que devoró el manual de literatura, Ed. Bohodón, Madrid, 2021.

## Textos digitales, artículos, poemas
- Autobiografía por Escribir
- Diez Líneas. Web del autor
- Revista La Ametralladora. VV.AA.
- Revista Cuarto Creciente, año 2008, núm.15-16, 3.ª Época.